# Muhammad al-Badr

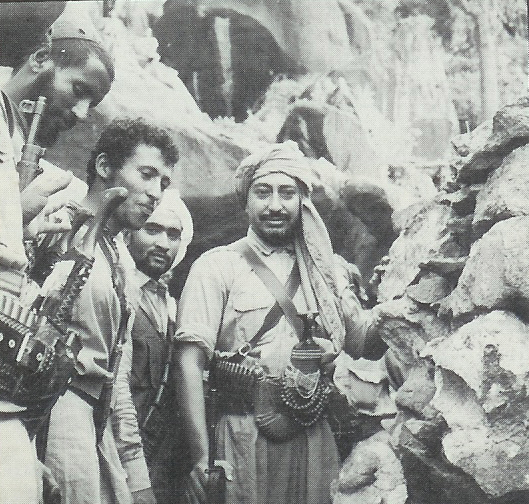
Muhammad al-Badr.

Muhammad Al-badr (Reino de Yemen, Hajjah, 15 de febrero de 1926 - Reino Unido, Inglaterra ,Londres 6 de agosto de 1996) (en árabe: المنصور محمد البدر بن أحمد) fue el tercer rey del Reino de Yemen (Yemen del Norte), y el líder de las regiones monárquicas durante la guerra del Yemen del Norte (1962-1970). Su nombre completo era al-Mansur Bi'llah Muhammad al-Badr bin al-Nasir-li-din'ullah Ahmad, el Imán y el Comandante de los Fieles, y el Rey del Reino de Yemen. Tras el fin de la Guerra Civil de Yemen, Al-Badr se exilió a Arabia Saudita y posteriormente, al Reino Unido, donde vivió toda su vida hasta sus últimos días.
Tuvo un hijo, Ageel bin Muhammad al-Badr, que fue el Príncipe de Yemen, le sucedió, al menos nominalmente.

## Biografía
Al-Badr nació en 1926 siendo el hijo mayor de Ahmad bin Yahya, más tarde Iman de los Zydis y rey del Norte de Yemen. En 1944 se mudó a Taizz al sur del país, donde su padre era diputado de Imam por varios años, a continuar su educación. Posterior al asesinato del Imam Yahya en febrero de 1948 planeado por Sayyid Abdullah al-Wazir, al-Badr llegó a Sana'a, la capital, pero aparentemente como un apoyo tácito para el nuevo régimen. Mientras tanto Sayf al-Islam Ahmad su tutor se alejó de Tazz y se dirigió hacia Hajjah donde se reunió con las tribus que lo proclamaron con el título de al-Nassir y espero un mes después del asesinato y tomando fácilmente el control de Sana'a y ejecutando a los principales perpretadores de la rebelión.
Sayf al-Islam al-Badr (ahora llamado Muhammad) sin tener 20 años, era claramente capaz de arreglar cualquier malentendido con su padre. Para fines de 1949 fue elegido diputado por Hodeida el importante puerto en las costas del Mar Rojo. También fue Ministro del Interior.
Al-Badr jugó un importante papel en sofocar una rebelión contra su padre, Iman Ahmad en 1955 dejando al hermano de Ahmad Sayf al-Islam Abdullah luego fue declarado Príncipe Heredero.
En ese mismo año Ahmad bin Yahya olvidó conexiones y acuerdos firmados durante un recorrido realizado en países del bloque soviético. En abril de 1956 firmó una defensa mutua con Egipto, con unificación de los comandos militares y en 1958 incorporó a Yemen con la República Árabe Unida de Egipto y Siria dentro de lo que sería los Estados Árabes Unidos.
Durante el reinicio del período de Imam Ahmad Sayf, al-Islam al-Badr ocupó el cargo de Ministro de Relaciones Exteriores y de 1958 fue también diputado por Imam de Sana'a.
Siendo el líder árabe más joven de su generación, Al-Badr fue un gran admirador del Presidente egipcio Gamal Abdel Nasser. En 1959 mientras ocupó un cargo en Yemen por unos cuantos meses durante el Imam de Ahmad, ausente por un tratamiento médico en Italia, arreglo y pidió expertos egipcios para que lo ayudaran a modernizar a Yemen en todos los campos, incluyendo el militar. Su padre anuló esto hasta su regreso.
Un intento de asesinato contra Imam Ahmad en marzo de 1961 lo dejó con secuelas graves por lo cual en octubre Sayf al-Islam al-Badr tomó el control efectivo del Gobierno. El 19 de septiembre de 1962 Ahmad murió cuando estaba dormido, al-Badr fue proclamado Imin y Rey tomando el título de al-Mansur. Una semana después los rebeldes bombardearon su residencia, Dar al-Bashair, en Bir al-Azab un distrito de Sana'a el 26 de septiembre de 1962, Abdullah as-Sallal, a quién al-Badr lo había nombrado comandante de la guardia real, dio un golpe de Estado declarandose Presidente de la República Árabe de Yemen.
Al-Badr escapó al norte del Norte de Yemen y criticado por tribus que lo apoyaban rn oposición de Sallal. Peleas surgieron entre los dos grupos, iniciándose la Guerra Civil en el Norte de Yemen. Al-Badr consiguió el apoyo de Arabia Saudita, mientras los republicanos eran apoyados por Egipto. 
Aunque la revolución anunció al mundo que al-Badr había muerto debajo de los escombros de su palacio, el escapó de manera rápida, ileso y partió hacia el norte. Mientras procedía su jornada, las tribus se reunieron alrededor de él y prometieron alianza incondicional, como Amir al-Mumineen ("Líder de los Creyentes"). Estas tribus fueron Zaydi Shia para quien la lealtad incondicional a un iman de Ahl al-Bayt (El descendiente del Profeta) fue una obligación de su religión. A los pocos días él dio una conferencia de prensa en la frontera suroeste de Arabia Saudita. Su tío Sayf al-Islam al-Hasan que también se había ido al extranjero, proclamó a iman de la familia Hamid al-Din. Pronto toda la Federación de tribus de Bakilsolo con mucho de Hashid ocuparon las tierras altas de la región central y del noreste de Yemen y quienes habían sido Zaydis por siglos se unieron entusiasmados para la causa del Imam y del Príncipe para pelear contra el régimen revolucionario.
Durante la sangrienta guerra civil que continuó por ocho años, al-Badr y sus sobrinos, jugaron un vital papel. Vivió aislado de sus hombres en su vida de guerrero viviendo con ellos muchas privaciones y carencias, Tenía su cuartel general en varias plazas en las espectaculares escenas montañesas del noreste de Yemen, en Jewbal Oara, por ejemplo, en la región de Hajour al-Sham y en al-Muhabisha por encima del llano de Tihama. Estos cuarteles generales situados en cuevas equipadas en instalaciones básicas profundas.
En 1970, a pesar de que territorialmente Yemen permanecía bajo el control de al-Badr y la familia Hamid al-Din. Arabia Saudita que en un inicio fue el principal oponente del régimen de Sana'a reconociendo las República Árabe de Yemen y otras naciones como el Reino Unido rápidamente siguió su ejemplo.
Aturdidos por el reconocimiento de Arabia Saudita al régimen republicano mientras habían negociado sin ninguna consulta con el, al-Badr rehusó quedarse solo en Arabia Saudita y demandó que le permitieran dejar el reino a la brevedad. Partió a Inglaterra, donde vivió en una modesta casa en Kent, solo teniendo viajes para visitar las ciudades santas de Meca y Medina y el de conversar con sus relaciones y amigos en cualquier parte del mundo.

## Muerte
Muhammad Al-badr murió en 1996 en Londres, Inglaterra y esta sepultado en Brookwood Cemetery en Woking, en Surrey.

## Distinciones honoríficas
- Caballero Gran Cruz de la Orden al Mérito de la República Italiana (República Italiana, 28/11/1957).[1]